# Black Swan (canção)
Black Swan é uma canção gravada pelo grupo sul-coreano BTS. Foi lançada em 17 de janeiro de 2020 como primeiro single do sétimo álbum de estúdio, Map of the Soul: 7 (2020).

## Antecedentes
Em 7 de janeiro de 2020, a Big Hit Entertainment anunciou que o BTS lançará seu quarto álbum de estúdio em coreano, Map of the Soul: 7, em 21 de fevereiro, com dois singles. A música foi co-escrita por Pdogg, RM, August Rigo, Vince Nantes e Clyde Kelly e produzida por Pdogg. Segundo o Yonhap News, "Black Swan" é uma continuação do tema de explorar o ego, do álbum de 2019 do BTS Map of the Soul: Persona inspirado nas teorias do psiquiatra suíço Carl Jung e é um exploração do seu interior como artistas.

## Vídeo musical
O videoclipe de "Black Swan" foi dirigido por YongSeok Choi e foi lançado em 17 de janeiro de 2020. O vídeo está na forma de um " filme de arte inspirado na dança", apresentando uma performance interpretativa da trupe de dança moderna eslovena MN Dance Company, para a versão orquestral da música. A música e o vídeo foram inspirados no filme Black Swan (2010).